# Hugh Verity
Pour les articles homonymes, voir Verity.
Hugh Beresford Verity, né le 6 avril 1918 à Kingston (Jamaïque), dans le quartier de Half Way Tree, et mort le 14 novembre 2001, est un officier et aviateur de la Royal Air Force.

## Biographie
Fils de pasteur, Hugh Verity effectue ses études au collège Cheltenham, puis au Queen's College (Oxford). Il apprend à piloter à l'University Air Squadron en 1938 et devient officier réserviste dans la RAF.
Après diverses affectations en 1939-1942, il est nommé en 1943 commandant du Squadron RAF No. 161, escadrille spécialisée dans le transport, entre l'Angleterre et la France occupée, de résistants, d'agents du service secret Special Operations Executive et de personnalités (Jean Moulin, François Mitterrand, général de Lattre de Tassigny, etc), en utilisant des Lysander et des bombardiers légers Lockheed Hudson. En tant que pilote de certaines missions, Il eut un temps comme navigateur le commandant Philippe Livry-Level.
Hugh Verity termine la guerre comme Wing Commander, responsable des missions SOE en Europe et plus tard de toutes les missions clandestines dans le Sud-Est asiatique.

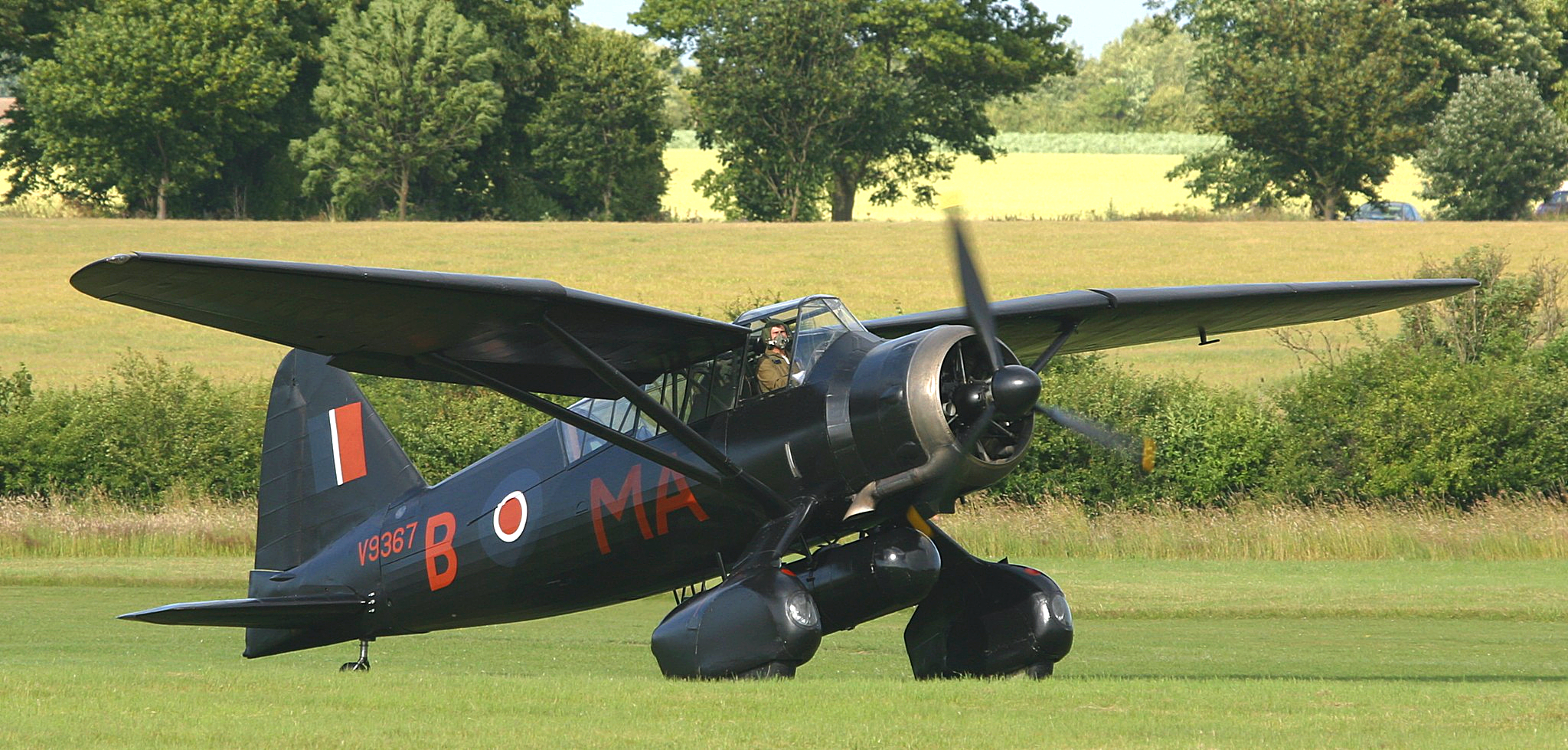
Lysander du type de ceux pilotés par Hugh Verity

## Distinctions
- Officier de la Légion d'honneur
- Croix de guerre avec palme
- DSO and bar
- DFC and bar

## Œuvre
Hugh Verity a raconté ses souvenirs de guerre dans un livre :
- (en) Hugh Verity, We Landed by Moonlight : Secret RAF Landings in France, 1940-1944, Wilmslow, Crécy, 1998, 256 p. (ISBN 0-947554-75-0).
- Hugh Verity, Nous atterrissions de nuit, Viverols, Éd. Vario, 2004, 366 p. (ISBN 978-2-913663-10-7), France-Empire, 1982, 1988, 1989 ; Éditions Vario, 1999, 2004 ; Cépaduès, 2016.